# Tant qu'il y aura des jolies filles
Pour plus de détails, voir Fiche technique et Distribution.
Tant qu'il y aura des jolies filles (titre original : Solang’ es hübsche Mädchen gibt) est un film allemand réalisé par Arthur Maria Rabenalt, sorti en 1955.

## Synopsis
Ernst, sa femme Alice, sa sœur jumelle Ellen, son mari Bob et leur jeune sœur, Monika, arrivent à l'aéroport de Munich. Ils reçoivent la mère Erna Lerch et quand ils entrent dans la maison chic, ils se souviennent comment tout se passait peu de temps après la fin de la guerre en 1947 :
Après le bombardement de Munich, la famille Lerch est passée de son appartement détruit à l'appartement en dessous de la famille Müller-Wiesenthal. Ils leur ont permis de fuir aux États-Unis malgré les risques pendant la guerre. Comme Erna Lerch pense que le couple ne reviendra peut-être pas et qu'ils ne savent peut-être pas quels meubles ont survécu à la guerre, ils déplacent progressivement la plupart des meubles à Essen. Le père Lerch, qui est un cheminot vertueux, trouve le comportement de sa femme horrible, car il veut être honnête et rendre la propriété au couple à son retour. En sa présence, il répare le plancher, de même une partie de l'escalier disparaît à plusieurs reprises dans sa maison, car derrière la mère Lerch fait scier régulièrement la pièce pour le bois de chauffage.
La maison des Lerch abrite Monika, 25 ans, les jumelles Alice et Ellen, 20 ans, et le sous-locataire et musicien Ernst, qui fut longtemps amoureux d'Alice. Pour nourrir la famille, la mère Lerch est active dans le marché noir, car les soldats américains entrent et sortent de chez elle et laissent toujours des biens utilisables. Un jour, le jeune Bob apparaît avec Erna Lerch. Il est en Allemagne depuis un jour et lui remet une lettre des Müller-Wiesenthal. Erna Lerch est si désespérée qu'elle n'ouvre pas la lettre. Le père Lerch ose et lit que le couple va bien, qu'il ne veut pas rentrer en Allemagne et qu'ils donnent aux Lerch tous leurs biens dans l'appartement. Ils veulent également leur envoyer des paquets CARE (de). Le père Lerch veut convaincre sa femme de rembourser et affirme que les Müller-Wiesenthal prévoient une visite en Allemagne et veulent également jeter un œil à leurs meubles. Il fait secrètement envoyer les paquets CARE à son adresse professionnelle et fête avec ses collègues. Ce n'est que peu à peu qu'il joue au « Père Noël » et met de la nourriture dans les manteaux de sa famille.
Erna Lerch estime que la famille doit désormais quitter à terme l'appartement des Müller-Wiesenthal. Les enfants décident de gagner leur vie. Avec Ernst et l'aide des GI, ils trouvent un groupe avec des danseurs et organisent une soirée festive dans le bar de Mme Otto. Elle prend soudainement fin quand un cracheur de feu met le feu à l'installation. Ernst sauve Alice tandis que Bob protège Ellen, mais pense qu'il a Alice devant lui. Après l'incendie, tous les invités sont arrêtés. Le colonel est indigné et perplexe que la moitié des détenus soient des soldats américains et rend visite à Erna Lerch. Il succombe trop vite à son charme et organise une nouvelle représentation à Garmisch. La soirée est un grand succès. Le facteur apporte une nouvelle lettre des Müller-Wiesenthal, dans laquelle ils réaffirment leur renonciation à leurs effets personnels et s'informent sur la réception des paquets CARE. Le père Lerch admet timidement les mensonges. Peu de temps après, Bob fait une proposition de mariage à Ellen, que la famille accepte, puisque le père de Bob, comme le père Lerch, travaille sur le chemin de fer, bien que son père à elle soit le président de la compagnie.

## Fiche technique
- Titre : Tant qu'il y aura des jolies filles
- Titre original : Solang’ es hübsche Mädchen gibt
- Réalisation : Arthur Maria Rabenalt assisté de Max Diekhout
- Scénario : Annemarie Artinger, Per Schwenzen (de), Joachim Wedekind
- Musique : Allan Gray
- Direction artistique : Walter Blokesch, Kurt Herlth, Robert Herlth
- Costumes : Teddy Rossi-Turai
- Photographie : Ernst W. Kalinke
- Son : Carl Becker
- Montage : Margot von Schlieffen (de)
- Production : Klaus Stapenhorst (de)
- Société de production : Carlton-Film
- Société de distribution : Gloria Filmverleih
- Pays de production :  Allemagne de l'Ouest
- Langue : allemand
- Format : Couleur - 1,37:1 - mono - 35 mm
- Genre : Musical
- Durée : 106 minutes
- Dates de sortie :
  - Allemagne de l'Ouest : 8 juillet 1955.
  - France : 29 février 1956[1].

## Distribution
- Rudolf Vogel : M. Lerch
- Grethe Weiser : Erna Lerch
- Alice Kessler : Alice
- Ellen Kessler : Ellen
- Irene Mann : Monika
- Georg Thomalla : Ernst
- Bob Cunningham : Bob
- Oskar Sima : Le colonel
- Blandine Ebinger : Mme Otto
- John W. Bubbles (en) : Kenneth

## Source de traduction
- (de) Cet article est partiellement ou en totalité issu de l’article de Wikipédia en allemand intitulé « Solang’ es hübsche Mädchen gibt » (voir la liste des auteurs).